# Stenplattfoting
Stenplattfoting (Polydesmus testaceus) är en mångfotingart som beskrevs av Carl Ludwig Koch 1847. I den svenska databasen Dyntaxa används istället namnet Propolydesmus testaceus. Enligt Catalogue of Life ingår stenplattfoting i släktet Polydesmus och familjen plattdubbelfotingar, men enligt Dyntaxa är tillhörigheten istället släktet Propolydesmus och familjen plattdubbelfotingar. Arten är reproducerande i Sverige.

## Underarter
Arten delas in i följande underarter:
- P. t. dervillei
- P. t. stecki